# 多重線型代数
数学における多重線型代数（たじゅうせんけいだいすう、英語: multilinear algebra）とは、線型空間における多重線型性 (multilinearity) を扱う代数学の分野。多重線型性は典型的には線型環における積の構造に現れている。A を K –代数とするとき、自然数 n に対し、A 上で定義された n 変数写像 (x 1, ..., xn) → x 1x 2 … xn はある変数以外の変数を固定して一変数の写像と見なしたときに K –線型写像を定めている。より一般に K 上のベクトル空間 E 上の n 変数写像についてもある変数以外の変数を固定して一変数写像と見なしたときに K 線型写像になっているようなものを考えることができるが、このような写像は多重線型写像 (multilinear map) とよばれる。多重線型写像は何らかの意味でベクトルの「積」を表していると考えられる。
多重線型性を捉える基本的な対象としてテンソル代数（てんそるだいすう、tensor algebra）、対称代数（たいしょうだいすう、symmetric algebra）、外積代数（がいせきだいすう、exterior algebra）が挙げられる。テンソル代数におけるテンソル積によって、ベクトルの積として最も一般的なものが定式化される。また、対称積や外積によって一定の付加的な条件を満たすような積が捉えられる。

## 歴史
多重線型代数の起源は様々な形で19世紀における一次方程式（線型代数）の研究やテンソル解析などのいくつかの分野に辿ることができる。20世紀前半の微分幾何学や一般相対性理論、あるいは応用数学の様々な分野におけるテンソルの使用によって多重線型代数の概念はさらに発展させられた。
20世紀の中頃になってテンソルの理論はより抽象的な形に再定式化された。ブルバキによる『代数』（の「多重線型代数」章）の執筆はこの過程に強い影響を与えており、実際のところ、多重線型代数 という用語自体も彼らによって作られたものだとされている。この時代にはホモロジー代数が多重線型代数の新たな応用先として現れていた。
1940年代における代数的位相幾何学の発展により、空間の直積とホモロジー群のテンソル積との対応（キュネットの定理）などの理解のためにもテンソル積を純代数的に定式化し取り扱う必然性が生まれていた。
ここでの問題には多くの概念が関わっている。たとえば、ヘルマン・グラスマンに始まるウェッジ積の概念はクロス積の概念を一般化したものになっているが、微分形式の理論と、続くドラーム・コホモロジーの理論に不可欠な形で利用されている。
ブルバキによる多重線型代数の再構成において、それまでの多重線型代数の一流儀であった四元数（より一般にはリー群との関係から導かれるような）を通じてテンソルを考える方法は打ち捨てられることになった。ブルバキが採用したのはより圏論的な方法論であり、普遍性をもとにした議論によって多重線型代数の理論は大きく整理された。
こうして、テンソル空間 を考えることによって多重線型性の問題が単なる線型性の問題へと言い換えられる、ともいうべき理解が得られた。この過程で用いられる操作は純代数的なものであり、幾何学的な直感は見かけ上完全に排除されている。多重線型代数の理論を代数的・圏論的に整理したことによって多重線型的な問題の「最適解」の概念がはっきりとしたものになる。その場その場に応じた、座標系を用いたりして幾何学的な概念に訴える必要無しに、すべてのものが「自然に」構成できることになる。

## 定義
以下、K を可換環とする。

### 特徴付け

#### テンソル代数
K –加群 E のテンソル代数 TE とは、可換とは限らない K –代数であって E からの線型写像 E → TE を持ち、次の条件を満たすもののことである：（可換とは限らない）K –代数 A への K –線型写像 E → A が与えられたとき、図式
{\displaystyle {\begin{array}{ccc}E&\to &A\\\downarrow &&\downarrow \\\mathrm {T} E&\to &A\end{array}}}
が可換になるような K –代数の準同型 TE → A が存在して一意に定まる。この条件によって対 (TE , E → TE ) は同型を除き一意に定まる。

#### 対称代数
K –加群 E の対称代数 SE とは、可換な K –代数であって E からの K –線型写像をもち、次の条件を満たすもののことである：可換 K –代数 A への K –線型写像 E → A が与えられたとき、図式
{\displaystyle {\begin{array}{ccc}E&\to &A\\\downarrow &&\downarrow \\\mathrm {S} E&\to &A\end{array}}}
が可換になるような K –代数の準同型 SE → A が存在して一意に定まる。この条件によって対 (SE , E → TE ) は同型を除き一意に定まる。

#### 外積代数
K –加群 E の外積代数 ∧E とは、可換とは限らない K –代数であって E からの K –線型写像を持ち、次の条件を満たすもののことである：（可換とは限らない）K –代数への線型写像で、任意の x ∈ E について、
{\displaystyle {\phi (x)}^{2}~=~0}
となっているものが与えられたときに、図式
{\displaystyle {\begin{array}{ccc}E&\to &A\\\downarrow &&\downarrow \\{\boldsymbol {\bigwedge }}E&\to &A\end{array}}}
が可換になるような K –代数の準同型が存在して一意に定まる。この条件によって対 (∧E , E → TE ) は同型を除き一意に定まる。

### 構成

#### テンソル積とテンソル代数
T0E = K とし、1 < n について n 回テンソル積をとったものをTnE = E ⊗n = E ⊗ … ⊗ E とし、これらの直和 ⊕TnE を TE とする。この K –加群は
{\displaystyle {\mathrm {T} ^{m}E}\times {\mathrm {T} ^{n}E}\to \mathrm {T} ^{m+n}E,\,\left(x_{1}\otimes \dots \otimes x_{m},\,y_{1}\otimes \dots \otimes y_{n}\right)\to x_{1}\otimes \dots \otimes x_{m}\otimes y_{1}\otimes \dots \otimes y_{n}}
によって定まる積を持ち（一般には非可換な）K –代数になる。TnE を E の n 次テンソル冪 (n th tensor power) と呼ぶ。
E から TE への線型写像は E = T1E → TE によって与えられている。E から K –代数 A への K –線型写像 φ: E → A が与えられたとき、E → TE と両立する準同型 TE → A は x 1 ⊗ … ⊗ xm → φx 1 ⊗ … ⊗ φxm によって与えられる。

#### 対称代数と対称積
テンソル代数 TE において x ⊗ y − y ⊗ x (x, y ∈ E ) という形の T2E の元が生成する両側イデアルを IE とする。商環 SE = TE/IE と K –準同型 E → TE → SE は上に挙げた対称代数の普遍性を満たしている。
SE における TnE の 像 SnE を E の n 次対称冪 (n th symmetric product) と呼ぶ。直接的には、SnE は TnE をその部分加群
{\displaystyle \left\langle a(x\otimes y-y\otimes x)b\right|} {\displaystyle a,b} は斉次元で {\displaystyle \left.\deg(a)+\deg(b)=n-2\right\rangle }
で割った商加群となっており、SE は SnE の直和になっている。

#### 外積代数と外積
x ⊗ x という形の元が生成する両側イデアルを JE とする。商環 ∧E = TE/JE と K –準同型 E → TE → ∧E は上に挙げた対称代数の普遍性を満たしている。
TnE の像 ∧nE を E の n 次外冪 (n th exterior product) と呼ぶ。直接的には ∧nE は TnE をその部分加群
{\displaystyle \left\langle a(x\otimes x)b\right|} {\displaystyle a,b} は斉次元で {\displaystyle \left.\deg(a)+\deg(b)=n-2\right\rangle }
で割った商加群となっており、∧E は ∧nE の直和になっている。

## 圏と関手による言い換え
上に挙げたテンソル代数の特徴付けは、E → T(E ) が K –代数の圏から K –加群の圏への埋め込み関手の左随伴関手であることをいっている。同様にして E → S (E ) は可換 K –代数の圏から K 加群の圏への埋め込み関手の左随伴関手になっている。
テンソル積加群や対称積加群、外積加群についても関手的な特徴付けができる。n 次テンソル冪は n 変数双線型写像を表現している。つまり、K –加群 F に対して E から F への n 重線型写像を Ln (E ; F ) と書くことにすれば、関手の間の自然な同一視 Ln (E ; F ) = HomK (TnE , F ) がある。
同様にして n 次対称冪や n 次外冪もそれぞれある関手を表現していると見なすことができる。具体的には、SnE は n 次対称写像の空間
{\displaystyle \operatorname {Sym} _{n}(E\,;F)=\{\phi } は {\displaystyle E} から {\displaystyle F} への {\displaystyle n} 重線型写像で {\displaystyle \phi \left(x_{1},\dots ,x_{i},x_{i+1},\dots ,x_{n}\right)=\phi \left(x_{1},\dots ,x_{i+1},x_{i},\dots ,x_{n}\right)} を満たす。{\displaystyle \}}
を Symn (E ; F ) ≡ HomK (SnE , F ) として表現している。同様にして ∧nE は n 次交代写像の空間
{\displaystyle \operatorname {Alt} _{n}(E\,;F)=\{\phi } は {\displaystyle E} から {\displaystyle F} への {\displaystyle n} 重線型写像で {\displaystyle x_{i}=x_{i+1}} ならば {\displaystyle \phi \left(x_{1},\dots ,x_{n}\right)=0} を満たす。{\displaystyle \}}
を表現している。

## 対称代数や外積代数の構造
加群の直和 E ⊕ F に対して、次数付き加群としての自然な同一視 S (E ⊕ F )  ≡ SE ⊗ SF や ∧(E ⊕ F )  ≡ ∧E ⊗ ∧F がある。つまり、各自然数 k について
{\displaystyle \mathrm {S} ^{k}(E\oplus F)\equiv {\boldsymbol {\bigoplus }}_{k=m+n}\mathrm {S} ^{m}E\otimes \mathrm {S} ^{n}F,~{\boldsymbol {\bigwedge }}^{k}(E\oplus F)\equiv {\boldsymbol {\bigoplus }}_{k=m+n}{\boldsymbol {\bigwedge }}^{m}E\otimes {\boldsymbol {\bigwedge }}^{n}F}
が成立している。したがって、dim SnE や dim ∧nE の母関数 σt (E ) = ∑ dim(SnE )tn や λt (E ) = ∑ dim(∧nE )tn について
{\displaystyle \sigma _{t}(E\oplus F)=\sigma _{t}(E)\sigma _{t}(F),~\lambda _{t}(E\oplus F)=\lambda _{t}(E)\lambda _{t}(F)}
が成立している。ここから σt (K ) = 1 + t + t 2 + … = 1/(1 - t ) や λt (K ) = 1 + t から dim ∧n Km = nCm などが従う。

## 多項式環
n 次の自由 K –加群（K が体のときには n 次元のベクトル空間）Kn の対称代数は K を係数とする n 変数の多項式環 K [X 1,..., Xn ] と見なせる。

## 行列式
Kn の n 次外冪 ∧nKn は一次元空間であるが、これは向きも込めた Kn における体積要素の空間と見なせる。Kn 上の線型写像 φ について、φ が体積要素を何倍に変換するかという情報は ∧nKn 上に引き起こされる線型写像 ∧n (φ) がどんな定数倍写像になっているかということで表されている。

## 幾何学への応用
位相空間上のベクトル束に対しテンソル代数、対称代数や外積代数などの操作を考えることで次数付き線型環の束が得られる。つまり、空間 X 上のベクトル束 E に対し、各点 x におけるファイバーのベクトル空間ごとに TEx , SEx , ∧Ex などを考えることで新たな束が得られる（これらの操作はベクトル束に期待される変換の連続性を保っている）。特に多様体 V の余接束 T *V に対し、この操作を施すことで共変の p 階テンソルの束 ∧p T*V やそれら切断のなす外積代数 Ω(V )、接束 TV に対しこの操作を施すことで反変の p 階テンソルの束 ∧p TV などが得られる。

## 物理学への応用

### フォック空間
ボゾン場の第二量子化を表すフォック空間として可分ヒルベルト空間の対称代数が現れ、元のヒルベルト空間のベクトルによる掛け算は非有界作用素を表している。